# Linares (Nariño)
Pour les articles homonymes, voir Linares.
Linares est une municipalité située dans le département de Nariño en Colombie.